# Електрокардіостимулятор
Електрокардіостимуля́тор — це пристрій, що виконує завдання штучного синоатріального вузла серця (або кардіовертер-дефібрилятор), який імплантується (вживляється) людині з метою відновлення та нормалізації порушень ритму серця.

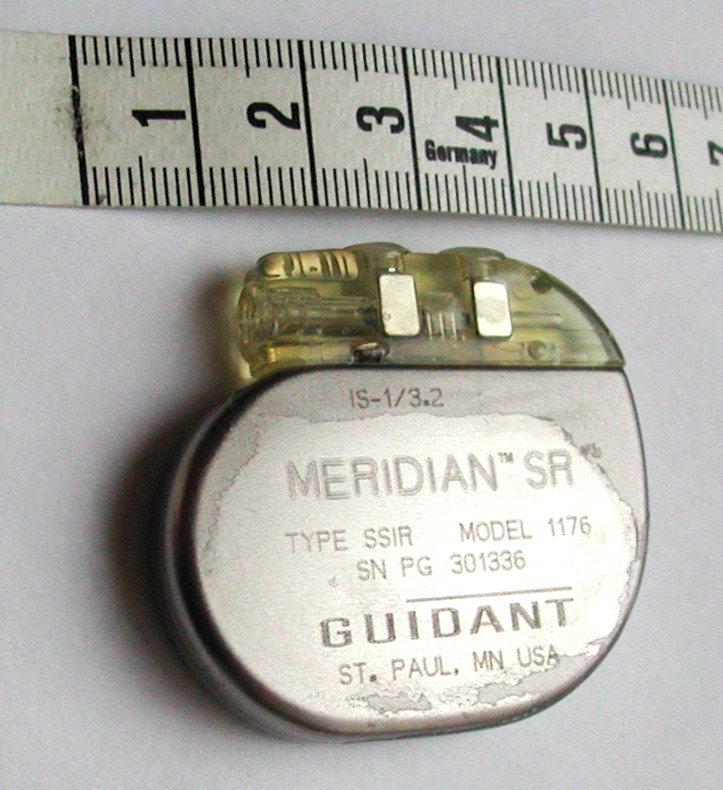
Електрокардіостимулятор

Також існують спеціальні діагностичні кардіостимулятори для проведення функціональних проб.

## Історія
Здатність м'язів скорочуватись під дією електричного струму помітив ще Алессандро Вольта (1876).
У 1889 МакВільям (J. A. MacWilliam) оприлюднив статтю у «Британському медичному журналі» про власні досліди стосовно впливу електричного струму на серцеві скорочення, де зазначив про можливість змусити серце битися з частотою 60-70 уд./хв. за допомогою імпульсів струму з такою ж частотою.
1941 року, інженер Джон Хоппс на замовлення військово-морського флоту проводив дослідження в галузі гіпотермії. Перед ним було поставлене завдання знайти спосіб якнайшвидше обігріти людину, котра довгий час була на морозі чи у холодній воді. Хоппс намагався використати для розігріву високочастотне радіовипромінювання й випадково виявив, що серце, котре перестало битися внаслідок переохолодження, може бути знову «запущене», якщо його спонукати електричними імпульсами. В 1950 році на основі свого відкриття, Хоппс створив перший зовнішній кардіостимулятор. Він був великий і незручний, а його застосування іноді призводило до появи опіків на тілі хворого.
Перший вживлюваний кардіостимулятор був створений 1958 року шведськими вченими Рене Елмквістомом (Rune Elmquist) та Аке Сеннінгом (Åke Senning).
Важливим для кардіології стало також винайдення Вілсоном Грейтбатчем (Wilson Greatbatch) 1971 року, літій-іонної акумуляторної батареї, яка стала звичайною для кардіостимуляторів.

## Галерея

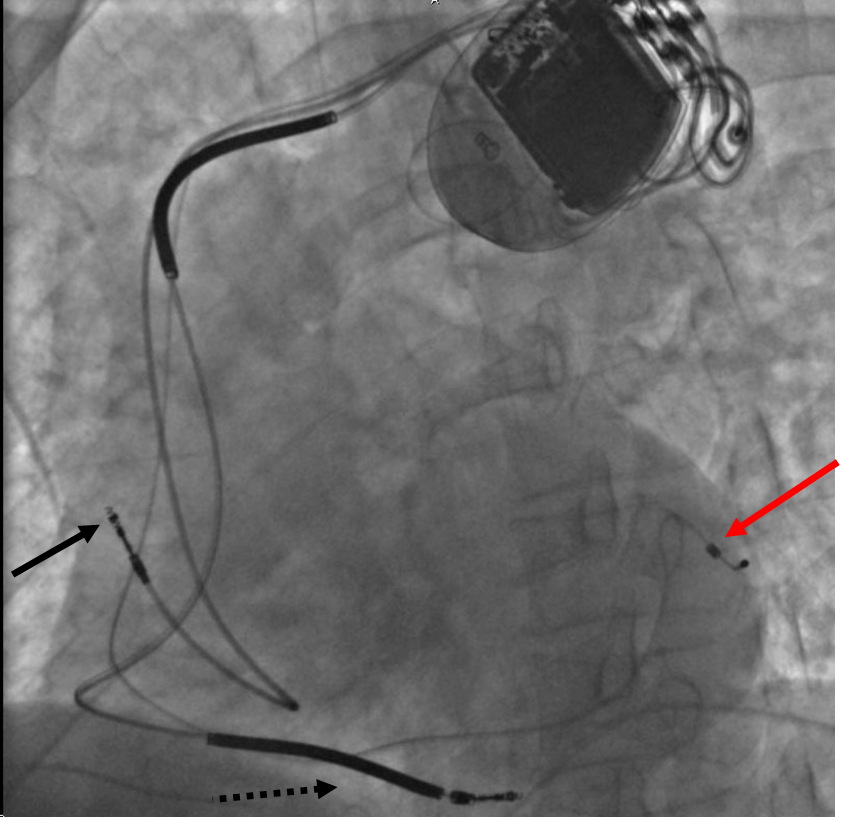
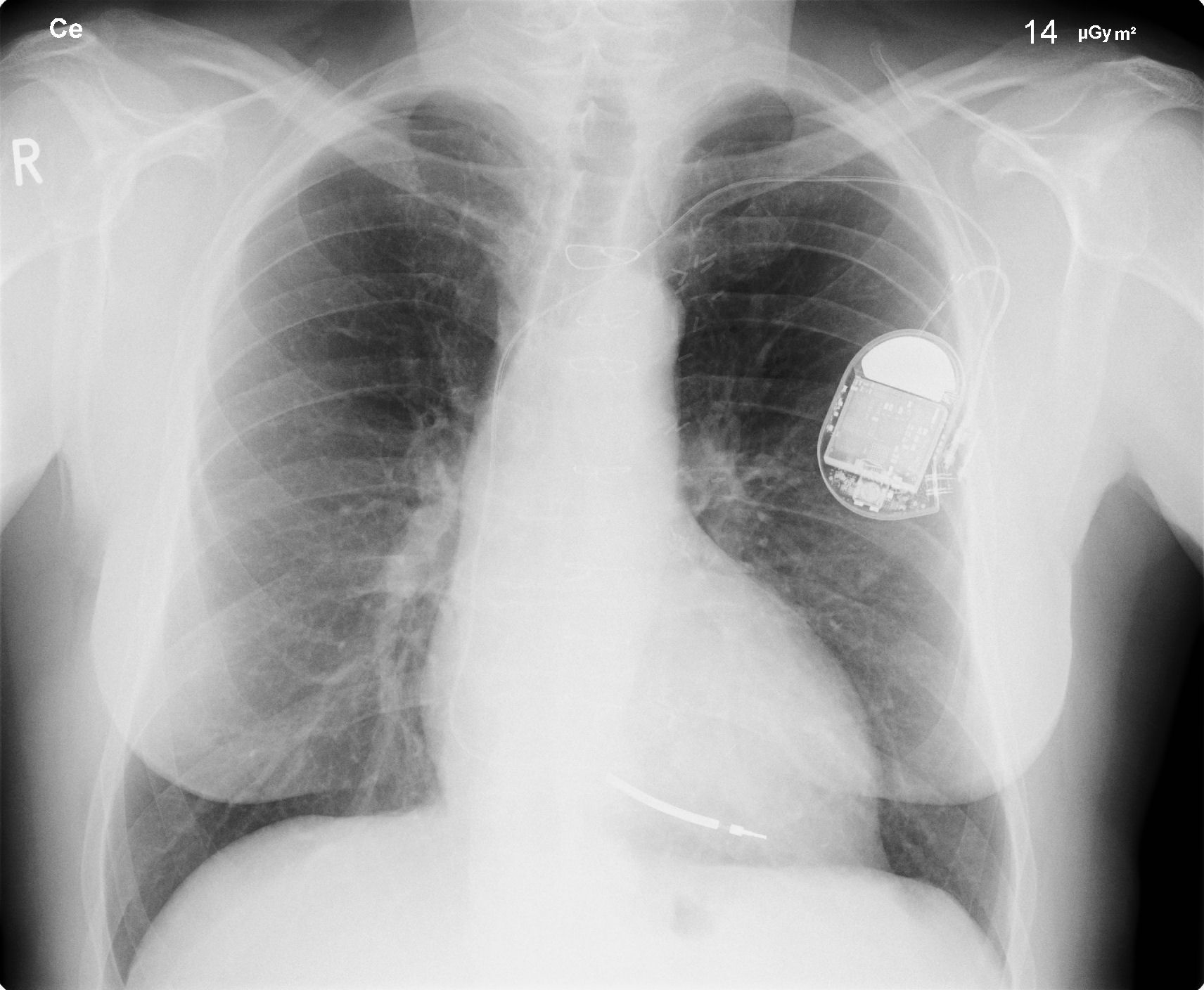